# ليوارجان
ليوارجان هي قرية في مقاطعة جلفا، إيران. عدد سكان هذه القرية هو 1,519 في سنة 2006.